# Anita Philipovsky
Anita Branco Philipovsky, também chamada de Anita Philipowski, Annita Philipowski ou Annita Philipowsky (Ponta Grossa, 2 de agosto de 1886 – Ponta Grossa, 30 de março de 1967) foi uma contista, poetisa e novelista brasileira.

## Biografia
Seu pai, o engenheiro Carlos Leopoldo Philipovsky, nasceu em 1846 na cidade de Kokošovce, pequeno vilarejo então pertencente ao Império Austríaco, mas que hoje corresponde à Eslováquia no distrito de Prešov. Embora nascido em Kokošovce, Carlos Leopoldo possuía direito de residência em Viena, por ser filho de um vienense e por ter residido nesta cidade durante toda sua infância e vida adulta. Tal informação é confirmada pela cópia de seu passaporte, emitido em Viena, em 21 de maio de 1872. Foi contratado, no Brasil pelo governo imperial de D. Pedro II, para trabalhar na extensão da linha telegráfica Santos-Foz do Iguaçu. Antes disso, participou como soldado na guerra franco-prussiana de 1870, tendo, inclusive, recebido medalhas por atos de heroísmo. A mãe de Anita, Maria do Nascimento Branco, nasceu em 1849, na cidade de Sorocaba, sendo filha do latifundiário e político José Joaquim Pereira Branco. O casamento foi realizado em Ponta Grossa, na Matriz de Sant’Anna, em 5 de fevereiro de 1880. Anita foi a quarta a nascer, dos sete filhos do casal (Paulina, Ângela, Maria Clara, Anita, Francisca, Carlos e Hilda).
A sede da fazenda da família era distante da cidade, por isso sua educação e a de seus irmãos se processou basicamente através de professores contratados e quase sempre estrangeiros, que passavam a residir na fazenda. Coube a eles, não só o ensino básico, como o de línguas estrangeiras (alemão e francês), e também foram os responsáveis por seus estudos de artes, particularmente, de música e pintura.

## Obra
Quer como contista, poetisa ou novelista, desenvolveu extraordinária atividade intelectual, notadamente no período de 1910 a 1930, colaborando assiduamente em numerosos jornais e revistas da época. Fez parte do grupo das primeiras animadoras das letras femininas do Paraná, ladeada por Mariana Coelho, Mercedes Seiler, Maria da Luz Seiler, Zaida Zardo, Annette Macedo e Myrian Catta Preta. Em 1934, tentou publicar um livro de contos, o qual foi inutilizado pelo editor.

Os poentes da minha terra

São belos,

Tão belos,

Mas tão belos

Como ninguém viu fora daqui.
                          
Uns são roxos... outros amarelos...

Outros de bronze com pedrinhas de rubi...

E os cor de opala, então?

Lembram a palheta de algum pintor flamengo

As nuanças leves de um pôr-de-sol assim.
           
E os de seda cor-de-rosa?

E os poentes de verão?

Às vezes o poente de verão

É todinho borrado de carmim.

— trecho de Os poentes da minha terra, poema de Anita Philipovsky, em 1936.
Os poentes da minha terra é seu poema mais divulgado, publicado pela primeira vez em Curitiba, em edição individual e integral, pela "Prata de Casa", em 1936. Mais de duas décadas depois, em 1959, o mesmo texto saiu impresso, com pequenas modificações, em antologia realizada pelo Centro Paranaense Feminino de Cultura, e deve, muito provavelmente, ter recebido aprovação definitiva da escritora. Consta, em Rodrigo Jr. (1938),  encontrar-se em fase de editoração sua novela "Eco", além de duas outras obras do mesmo gênero, edições que não se efetivaram. Anita Philipovsky foi membro do Centro Cultural Euclides da Cunha, em Ponta Grossa.
Com a morte de seu pai, caiu sobre a poetisa, uma sombra de profunda tristeza e melancolia. A partir de então, sua produção literária começou a declinar até cessar definitivamente. Grande sonhadora, tornou-se misantropa. No fim da vida, recolheu-se entre os velhos muros de sua residência, cuidando de seu jardim, suas rosas, enquadrados por aquele muro tão vivamente descrito em seus versos. Morreu em 1967 em Ponta Grossa e no que se tem registro, nunca se casou e não deixou filhos.
Em 1999 foi homenageada pela Academia de Letras dos Campos Gerais sendo a patrona da cadeira número 5.

## Influências
Anita Philipovsky foi se isolando cada vez mais, e, num ímpeto, destruiu voluntariamente boa parte de sua produção literária, entre as quais existiam várias novelas inéditas.
Pode-se, com relativa facilidade, vislumbrar em sua produção suas mais prováveis leituras, o legado cultural herdado de Gonçalves Dias, Olavo Bilac, Baudelaire, Raimundo Correia, Rimbaud, Cruz e Sousa, Castro Alves, entre outros. Tal proliferação acaba revelando como a autora se posiciona em face da tradição literária.
À semelhança de seu pai, Anita era muito nacionalista, característica pontual em sua textualidade, além, é claro, conforme tendência da escrita feminina da época, de portar uma poética de caráter intimista. Ela investiga simultaneamente o mundo real através de subtextos paralelos, abrindo janelas para nós, não para dentro de mundos visionários, mas para dentro de textos que exploram sua própria vida, de sua família, a história, formação social, configuração geográfica, mapeando com esmero seu tempo. 
A tendência, que se nota na produção feminina, de trilhar o caminho da autobiografia, em Anita, confirma-se apenas parcialmente. Tal projeção é facilmente comprovada em sua produção em prosa. Aí sim, a mulher fala de si própria. A obra de Anita Philipovsky não foge ao pacto fantasmático, no qual, segundo Lejeune, o leitor é convidado a ler os romances não só como "ficções" que remetem a uma verdade da "natureza humana" mas também como "fantasmas" reveladores de um indivíduo. Cria-se um espaço autobiográfico, no qual ficção e autobiografia dialogam, tão verdadeiras quanto elaboradas uma e outra.
A obra de Anita Philipovsky não foge deste pacto já que muitos de seus textos evocam sua cidade natal ou lugares por que passou, mas "personagens" quase sempre são familiares. Os próprios títulos de seus trabalhos apontam para o sentido do conjunto de sua produção, toda construída de intermitências entre momentos de encantamento e momentos de profunda tristeza.
- Commons
- Wikisource
- Wikiquote